# Andy Auld
Andrew Auld (ur. 26 stycznia 1900 w Stevenston, zm. 6 grudnia 1977 w Johnston) – amerykański piłkarz szkockiego pochodzenia, reprezentant kraju, grający na pozycji pomocnika.

## Kariera piłkarska
Auld rozpoczął swoją przygodę z piłką nożną w 1911 w szkockim klubie Stevenston F.C. Pozostał w klubie do wybuchu I wojny światowej, kiedy to został powołany do armii. Po zwolnieniu ze służby w 1919, dołączył do klubu Ardeer Thistle. W zespole spędził 3 lata, po czym dołączył do Parkhead. 
W 1923 wyemigrował do Stanów Zjednoczonych, gdzie zamieszkał w Gillespie. Życie w USA nie odpowiadało Auldowi i postanowił wrócić do Szkocji; jednak zatrzymał się po drodze, aby odwiedzić swoją siostrę, która mieszkała w Niagara Falls. Tam podczas jednej z gier zobaczył go skaut z Providence Clamdiggers z American Soccer League (ASL), a po meczu przekonał Aulda do podpisania kontraktu z Diggers. W tym czasie ASL była jedną z najlepiej płatnych i najbardziej konkurencyjnych lig piłkarskich na świecie. 
Auld spędził łącznie sześć sezonów w Providence, grając dla zespołu w 277 spotkaniach, w których zdobył 31 bramek. Klub w 1928 zmienił nazwę na Gold Bugs. Następnie w 1930 roku konsorcjum przedsiębiorców z Fall River kupiło klub i przeniosło go do tego miasta, zmieniając nazwę zespołu na Fall River F.C. Auld rozegrał dziesięć meczów w sezonie wiosennym 1931 dla Fall River, zanim przeniósł się do Pawtucket Rangers. Dwa lata później dołączył do Newark Portuguese, półprofesjonalnego zespołu. W drużynie spędził dwa lata, po których w 1935 zakończył karierę piłkarską.

## Kariera reprezentacyjna
Po raz pierwszy Auld w reprezentacji USA zagrał 6 listopada 1926 w meczu przeciwko Kanadzie, wygranym 6:2. W spotkaniu tym Auld dwukrotnie wpisał się na listę strzelców. Cztery lata później został powołany na pierwsze w historii Mistrzostwa Świata.
Podczas turnieju rozgrywanego w Urugwaju zagrał w trzech spotkaniach z Belgią, Paragwajem oraz w przegranym 1:6 półfinale z Argentyną. Mistrzostwa Amerykanie zakończyli na 3. miejscu. 
Po raz ostatni w drużynie narodowej wystąpił 17 sierpnia 1930 w przegranym 3:4 meczu towarzyskim z Brazylią. Łącznie w latach 1926–1930 zagrał w 5 spotkaniach, w których strzelił 2 bramki.
| Mecze i gole w reprezentacji | Mecze i gole w reprezentacji | Mecze i gole w reprezentacji | Mecze i gole w reprezentacji | Mecze i gole w reprezentacji | Mecze i gole w reprezentacji | Mecze i gole w reprezentacji |
| #                            | Data                         | Miasto                       | Przeciwnik                   | Gol                          | Wynik                        | Rozgrywki                    |
| ---------------------------- | ---------------------------- | ---------------------------- | ---------------------------- | ---------------------------- | ---------------------------- | ---------------------------- |
| 1.                           | 06.11.1926                   | Nowy Jork                    | Kanada                       | Gol · Gol                    | 6:2                          | towarzyski                   |
| 2.                           | 13.07.1930                   | Montevideo                   | Belgia                       |                              | 3:0                          | MŚ 1930                      |
| 3.                           | 17.07.1930                   | Montevideo                   | Paragwaj                     |                              | 3:0                          | MŚ 1930                      |
| 4.                           | 26.07.1930                   | Montevideo                   | Argentyna                    |                              | 1:6                          | MŚ 1930                      |
| 5.                           | 17.08.1930                   | Rio de Janeiro               | Brazylia                     |                              | 3:4                          | towarzyski                   |

## Sukcesy
Stany Zjednoczone
- Mistrzostwa Świata 1930: 3. miejsce